# Кинуит ап Керетик
Кинуит ап Керетик (валл. Cynwyd ab Ceretic; умер около 470 года) — король Альт Клуита (около 440 — около 470).

## Биография
Кинуит ап Керетик — сын Керетика, основателя государства Альт Клуит. В 440 году наследовал своему отцу.
После смерти Кинуита из Альт Клуита, на юге выделилось государство Галвидел. В Альт Клуите стал править Думнагуал Старый, а в Галвиделе — Тутагуал ап Кинуит.